# Parapetalocephala montana
Parapetalocephala montana är en insektsart som beskrevs av Kato 1931. Parapetalocephala montana ingår i släktet Parapetalocephala och familjen dvärgstritar. Inga underarter finns listade i Catalogue of Life.